# Anoblissement
Cet article concerne l'acquisition d'un titre de noblesse par une personne. Pour le traitement des textiles, voir Ennoblissement.
L'anoblissement est un acte formel de promotion d'une personne par la volonté d'un souverain, provoquant un changement d'état social en lui conférant la noblesse. C'est l'une des formes de reconnaissance qu'un État peut utiliser pour honorer l'un de ses citoyens.
Au cours de l'histoire, et selon les pays, la pratique de l'anoblissement a varié et n'existe plus que dans quelques pays où la noblesse existe comme institution, comme la Belgique, l'Espagne, le Royaume-Uni et le Vatican.
L'anoblissement consiste pour une personne, et pour une famille si l'anoblissement est héréditaire, à être agrégée au corps de la Noblesse d'une province, d'une ville ou d'un pays.

## L'anoblissement enBelgique
Ce droit régalien est reconnu par l'article 113 de la Constitution qui dispose que « Le roi a le droit de conférer des titres de noblesse, sans pouvoir jamais y attacher aucun privilège », le roi des Belges jouit à cet égard de la plus grande liberté, il peut accorder la noblesse personnelle ou héréditaire, dont il fixe la dévolution.

## L'anoblissement en France
Les premiers anoblissements connus en France auraient concerné des sujets de Philippe IV le Bel : Jean de Taillefontaine, vers 1290 et Gilles de Concevrault vers 1295.
Les derniers anoblissement par lettres datent de Juillet 1830 sous le règne du roi Charles X. Louis-Philippe Ier ne créa pas de nobles et sous le Second Empire Napoléon III ne fit que décerner des titres nobiliaires.
Sous l'Ancien régime, la noblesse pouvait s'acquérir par :
- Possession (noblesse d'extraction)
- Lettres d'anoblissement ;
- Exercice de fonctions et de charges civiles ou de charges militaires anoblissantes ;
- Investiture des fiefs de dignité

À l'intérieur de la noblesse française, on peut distinguer plusieurs causes d'anoblissement : par la chevalerie, par charges et par fonctions. L'anoblissement devait toujours être ratifié par des lettres patentes du roi, enregistrés dans les parlements.
Certaines charges accordaient soit la noblesse immédiate, soit au bout d'un certain temps d'exercice (habituellement 20 ans) sur une ou plusieurs générations.
L'anoblissement se transmettait en filiation masculine naturelle (hors adoption), légitime (issue du mariage), tandis que les Femmes de la noblesse bénéficiaient à titre personnel de la noblesse de leur père ou de leur mari.

### Anobli par la chevalerie
Avant que les rois ne se soient réservé le droit d'anoblir, les plus grands seigneurs pouvaient créer des nobles de deux manières : par l'inféodation d'une terre contre hommage, et par adoubement comme chevalier. L'hommage et l'adoubement étaient au Moyen Âge des actes publics et solennels accompagnés de cérémonies vécues comme des sacrements.
À partir du milieu du XVIe siècle, la seule chevalerie qui confère la noblesse est celle de l'Ordre du roi (Saint-Michel).
Lors de la création de l'ordre royal et militaire de Saint-Louis au XVIIe siècle, puis de l'Ordre de la Légion d'honneur au début du XIXe siècle, il était prévu que trois générations successives de chevaliers confèrerait la noblesse héréditaire à leur descendance masculine et légitime. Ces dispositions n'ont jamais été vraiment appliquées, sans avoir jamais été abrogées.

### Lettres patentes d'anoblissement
Tous les anoblissements, quelle qu'en soit la cause (charge, nomination, etc.), nécessitaient des lettres patentes du roi, dites lettres d'anoblissement. La lettre patente est un écrit public par lequel le roi manifeste sa volonté relativement à une question particulière (on parle actuellement pour les décrets de mesure individuelle). Lorsque c'est une question générale il procède par édit, ordonnance et déclaration qui doivent aussi être enregistrés pour devenir opposables aux tiers ou à l’exécutif. Lorsque la volonté du roi ne doit pas être rendue publique, la lettre n'est pas ouverte, elle ne doit pas être enregistrée, et on parle de lettre de cachet.
- 1271 : première lettre d'anoblissement connue, délivrée par Philippe III de France, dit le Hardi à son argentier Raoul, puis son barbier, Pierre Labrosse.
- 1285 : Philippe le Bel anoblit Gilles de Concevreux.
- 1320 : Philippe V le Long anoblit son argentier, Geoffroy Floriac.
- 1339 : sous Philippe VI de Valois, les lettres d'anoblissement doivent être visées par la Chambre des comptes, et plus tard doivent être enregistrées au Parlement et à la Cour des aides.

Dès qu'elles sont enregistrées, l'effet des lettres d'anoblissement est immédiat. Certaines charges donnaient la noblesse (immédiatement, après 20 ans d’exercice, après deux générations successives ayant 20 ans d’exercice ou après trois générations successives ayant 20 ans d’exercice, etc.), moyennant un paiement de finances. Ces anoblissements intéressés ont donné lieu sous Louis XIV à une décision de révision et de révocations, comme en 1715 pour tous les anoblis par charges depuis 1643. En 1771, certains anoblis par charges ont dû payer un supplément de finance pour que leur noblesse soit confirmée. Les anoblis par lettres durent parfois payer pour rester noble.

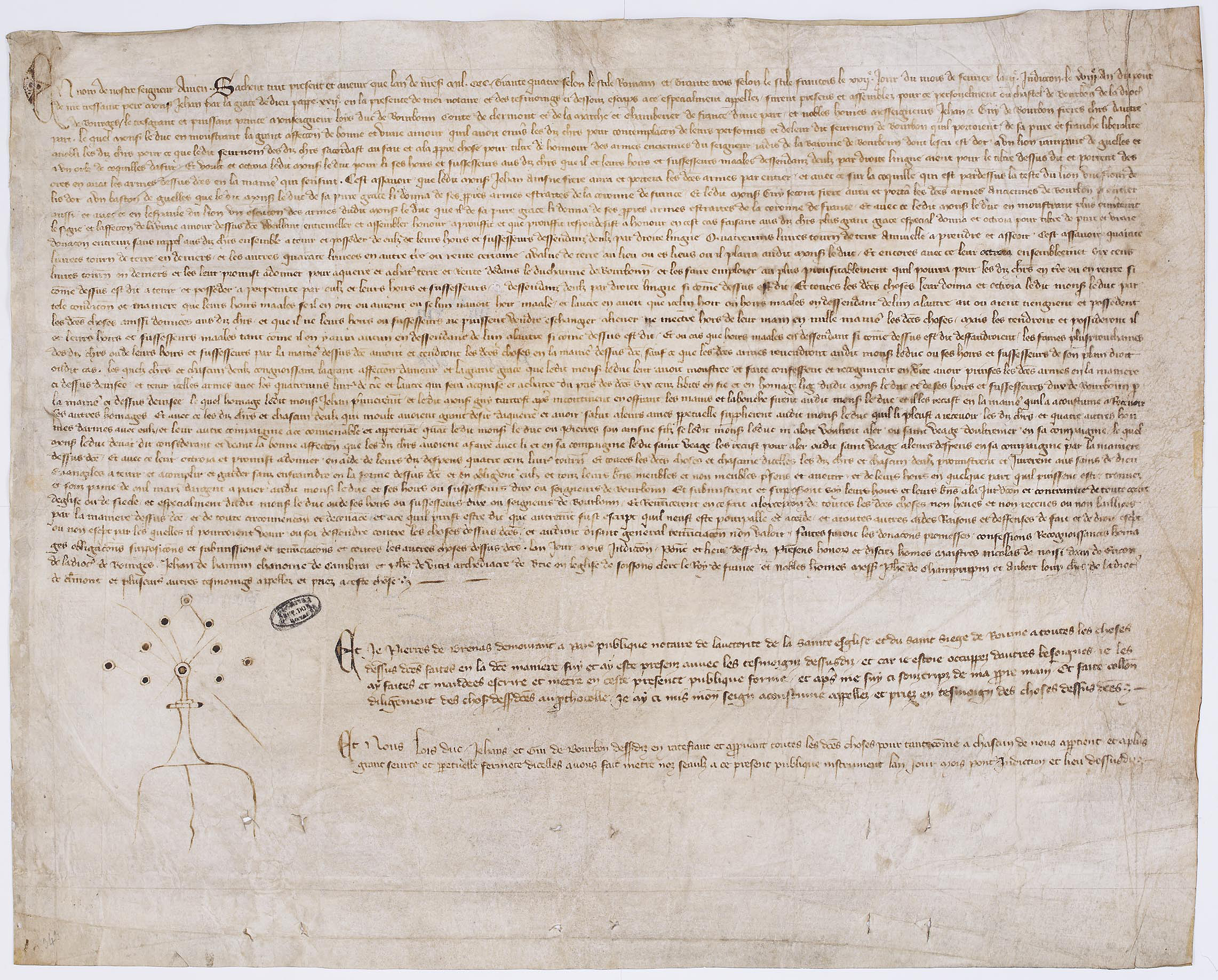
Acte par lequel le duc Louis Ier de Bourbon anoblit et octroie des armoiries à deux chevaliers, 22 février 1334
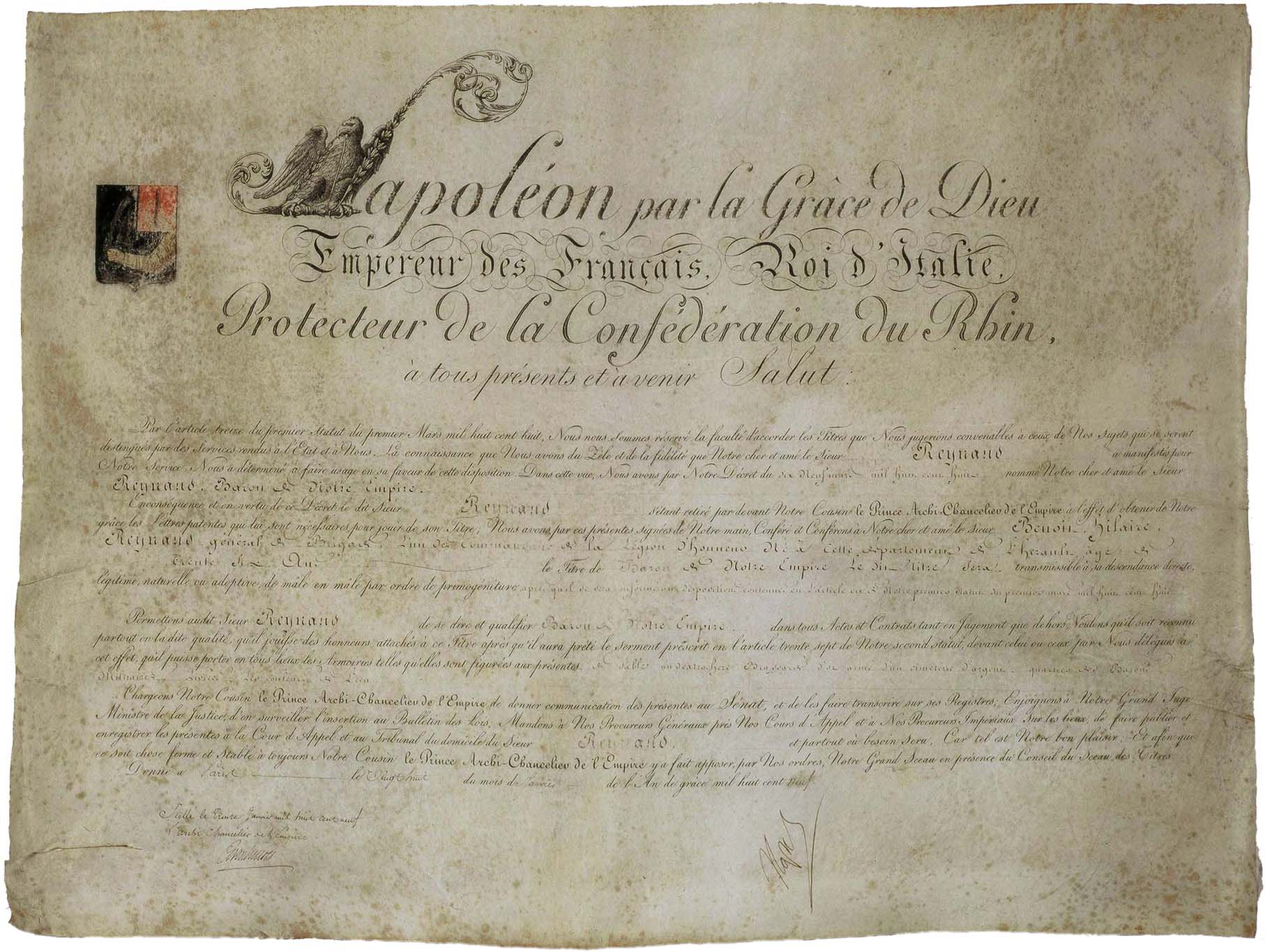
Lettres de concession du titre de baron sous le Premier Empire à Hilaire Benoît Reynaud (1808)
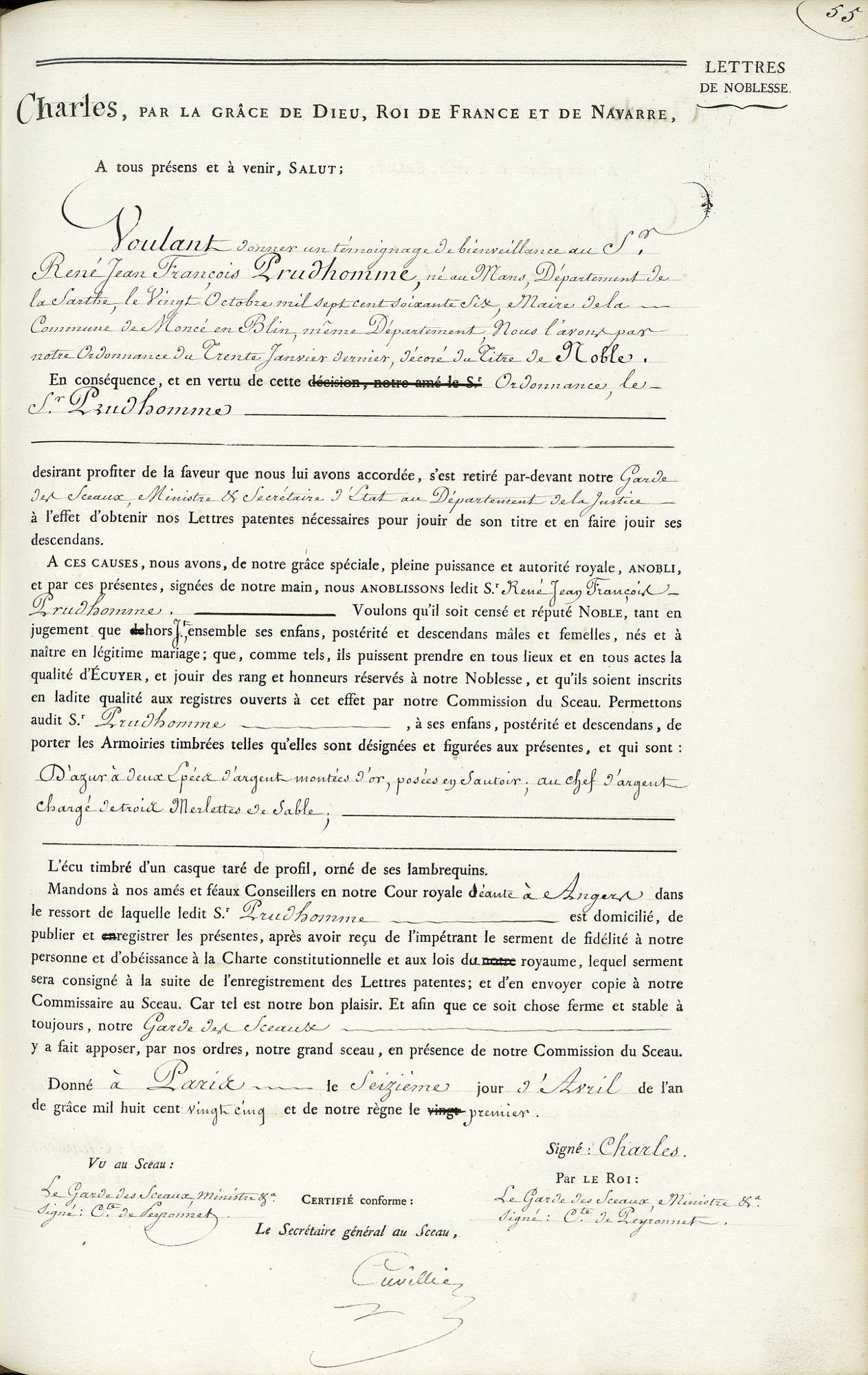
Lettres d'anoblissement sous la Restauration : anoblissement de René Jean François Prudhomme (1825)

### Anobli par charges
L'anoblissement pouvait provenir de l'exercice d'une charge anoblissante dans les (parlements, Cours des comptes, bureaux des finances), chancelleries etc. C'était la « noblesse de robe ». 
L'anoblissement par charges favorisa la vente des offices et leur transmission héréditaire, qui procurait des revenus non négligeables au trésor royal, grâce à un impôt institué sous Henri IV, Depuis lors, en effet, les titulaires ne pouvaient léguer ou vendre librement leur charge à la personne de leur choix, qu'à la condition d'avoir versé un droit annuel égal au soixantième du prix de l'office, faute de quoi celui-ci revenait aux parties casuelles (c'est-à-dire au Trésor). Cette taxe était appelée la paulette, du nom de Charles Paulet, chargé du premier recouvrement (1604). De plus, lors de crises budgétaires, il arrivait de devoir payer pour être « confirmé », sans quoi les nouveaux anoblissements étaient révoqués en bloc.
- Février 1484 (1485 nouveau style) : François Bluche et Pierre Durye indiquent dans L'anoblissement par charges avant 1789 que par lettres patentes, le roi Charles VIII accorde aux secrétaires du roi de la Grande chancellerie de France « la noblesse au premier degré, le privilège d'accéder à tous ordres de chevalerie et l'égalité avec les nobles de quatre races »[5]. Ils ajoutent : « Il faut attendre mai 1572 pour que soit précisé l'obligation de vingt années de service comme condition d'une noblesse transmissible, s'il n'y a pas mort en charge. C'est désormais la noblesse au premier degré de type classique »[5].

- Janvier 1552 (nouveau style): les secrétaires du roi dans les chancelleries près des parlements, cours souveraines, conseils supérieurs et provinciaux ont la noblesse au premier degré dès l'origine de ces charges (janvier 1552)[6].

- 1644 : la noblesse au premier degré est accordée aux principaux officiers des cours de justice et de finances du royaume — le Parlement de Paris, la Chambre des comptes, la Cour des aides et le Grand Conseil.
- 1669 : les officiers des cours souveraines sont remis à la noblesse graduelle.
- 1690 : les officiers du Parlement de Paris peuvent obtenir la noblesse au premier degré (plus tard aussi ceux de plusieurs provinces). Le titulaire devait exercer son office pendant vingt ans — ou mourir en charge. La démission sans accord royal ou la suppression de la charge faisait perdre la noblesse. Ces fonctions anoblissaient selon trois modalités :
- soit sur deux (voire trois) générations, dite graduelle, c’est-à-dire qu'elle donnait au père, puis au fils, la noblesse personnelle, dès la réception en charge, mais ne devenait transmissible (c'est-à-dire parfaite) qu'après le délai expiré. C'était la majorité des cas ;
- soit au premier degré, c'est-à-dire dès la première génération. Les présidents, conseillers des Parlements de Paris, Besançon, Flandres, et Dauphiné, les chambres des comptes de Paris, Dôle, et Grenoble, la cour des aides de Paris, les secrétaires du roi de la Grande chancellerie de France puis des petites chancelleries  avaient ce privilège.

- Juillet 1715  : L'édit de juillet 1715 « Confirme les officiers secrétaires établis près les cours supérieures, dans le privilège de noblesse au premier degré, et leur attribue tous les honneurs et avantages dont jouissent les nobles du royaume, après vingt années de service, ou en cas qu'ils décèdent revêtus de leurs dits offices. » et  « Déclare les officiers supprimés déchus du privilège de noblesse attribué à leurs charges, s'ils ne les ont pas exercé pendant vingt années accomplies »[7].

### Anobli par fonctions
Dite « noblesse de cloche », dont le statut était acquis par des fonctions municipales de maire (Abbeville, Angers, Angoulême, Bourges, Nantes, Poitiers…), de prévôt des marchands, d'échevin de certaines villes (Abbeville, Paris, Lyon, et Capitouls de Toulouse…).

### Anobli par possession de fief noble
L'achat ou l'héritage d'un fief noble, même titré, n'a jamais conféré la noblesse à son possesseur. Il a cependant été un des modes d'acquisition de la noblesse appelé « anoblissement à la tierce foi » qui s'est développé à la fin de la guerre de Cent Ans qui a vu l'éclaircissement des rangs de la petite noblesse ou l'impossibilité pour elle de payer le coût du matériel pour être armé chevalier et a entraîné la vente de fiefs à des bourgeois. Ce mode d'anoblissement n'a existé que pendant une courte période. Il a été interdit par Henri III en mai 1579 par l'ordonnance de Blois qui précise dans son article 258 : « Les roturiers et non nobles achetant fiefs nobles ne seront pour ceux anoblis, ni mis au rang et degrés des nobles, de quelque revenu et valeur que soient les fiefs par eux acquis ». L'édit de mars 1600 confirme, complète et fortifie l'ordonnance de mai 1579. Cet édit avait d'abord pour but de limiter le nombre de ceux qui pouvaient s'exonérer de payer la taille.
Toutefois, le fait de se voir investi d'un fief contre hommage, ou plus généralement de posséder un fief et d'en rendre hommage au seigneur dominant, a toujours été une preuve de noblesse, puisque seuls les nobles pouvaient rendre les devoirs et services nobles énoncés dans l'hommage et liés à la possession d'un fief (justice, conseil, guerre, etc.). Par ailleurs, l'investiture ou la donation par le roi d'un fief de dignité (marquisat, comté) à un roturier provoque implicitement son anoblissement, sans qu'il y ait besoin d'un acte distinct.
De ce fait, les roturiers acquéreurs d'un fief noble devaient payer le droit de francs-fiefs permettant au roi et à ses officiers d'assurer à sa place les devoirs de justice, de police et de défense. À partir de ce moment, la terre en question ne devait plus ni hommage ni justice et autres services nobles, elle devenait une terre roturière comme une simple censive.
Le roturier possesseur d'une terre noble n'était en principe pas seigneur de cette terre, mais sieur, et pour une terre N titrée, sieur du comté ou du marquisat de N.

### Bourgeois honorés de Perpignan
À Perpignan, les fonctions municipales, (régime du consulat depuis 1197), n’anoblissaient pas, mais la ville avait obtenu en 1449 le privilège d’inscrire plusieurs bourgeois (nombre limité à deux par an en 1691) sur le registre des bourgeois honorés (burgesos honrats en catalan) dit aussi « registre de la matricule ». Depuis 1599, ils jouissaient de certaines prérogatives nobiliaires. Après l’annexion de la province du Roussillon à la France en 1659, se posa la question de l'intégration des bourgeois honorés dans le corps de la noblesse. Une requête fut introduite à cet effet en 1738 ce qui suscita l’opposition des nobles auxquels s'était joint l'ordre des avocats représenté par leur bâtonnier François de Fossa. S'étant désisté de cette première instance en 1742, le représentant des bourgeois honorés, l'abbé Joseph Xaupi formula une nouvelle requête en 1770. C'est un arrêt du Conseil d'État du Roi du 22 décembre 1785 qui déclara nobles les bourgeois immatriculés de Perpignan, lequel fut confirmé par les lettres patentes de février 1789. Hyacinthe Rigaud fut immatriculé bourgeois honoré de Perpignan en 1709 mais son anoblissement en 1723 n'est pas directement lié à cette immatriculation. L'institution des bourgeois honorés (ou citoyens nobles) de Perpignan est le seul cas en France d'un anoblissement résultant d'un vote des magistrats municipaux ; différent par conséquent de celui bien connu de la noblesse dite de cloche.

### Noblesse militaire française
Le service à l'armée conférait la noblesse dans les rangs de laquelle il était naturel d'admettre ceux qui s'étaient distingués sur les champs de bataille. L'édit de 1750 créant la noblesse militaire, les officiers généraux (maréchal de camp était le premier grade) et la troisième génération de chevaliers de l'ordre de Saint-Louis. Le maréchal Kellermann fut anobli par sa promotion au grade de maréchal de camp en 1788. Cette tentative de noblesse militaire fit toutefois long feu puisqu’en 1781 l’édit de Ségur imposa aux candidats aux postes d’officier quatre quartiers de noblesse. Cela revenait à fermer aux roturiers les portes de la carrière militaire et partant les grades d’officier généraux et les intégrations dans l’ordre de Saint-Louis. De manière paradoxale le mouvement qui amena à l’édit de Ségur porte aussi le nom de « noblesse militaire », mais vue dans une perspective opposée : la restriction à la noblesse des postes de commandement militaire.

### Anobli par la prescription
Lors des recherches sur la noblesse, la preuve d'une possession de l'état noble depuis 1560 (plus de trois générations ou de cent ans) permettait aux familles sans preuves d'anoblissement de le devenir. Comme dans les autres matières susceptibles de prescription acquisitive, la possession devait pendant toute cette durée avoir été publique, non équivoque et paisible, c'est-à-dire ne jamais avoir été contestée ou fait l'objet d'une condamnation.
Toutefois, François de Boutaric dit qu'il ne s'agit pas d'une prescription, mais d'une simple présomption de noblesse qui tombe si on découvre des preuves de roture avant 1570. Il cite l'Arrêt du Conseil d'État rendu le 19 mars 1667, pour l'instruction des commissaires qui furent pour lors nommés pour la recherche des faux nobles : « Sa Majesté entend que les Commissaires n'aient aucun égard aux qualifications (de noble) portées par lesdits contrats et actes […] au cas où il soit rapporté aucune pièce, par lesquelles il paraisse que les auteurs de ceux qui soutiennent leur noblesse, fussent roturiers avant l'année 1560 ».

## Anoblissement enEspagne
Au début du XXe siècle, l'implication d'une partie de la classe bourgeoise dans le développement industriel conduisit à un fort enrichissement économique de cette classe sociale. Pour maintenir un ascendant politique, le roi anoblit certains industriels.

## Anoblissement auxTonga
La pratique de l'anoblissement subsiste aux Tonga. Le monarque a la prérogative de créer de nouveaux titres de noblesse héréditaire, bien que cette pratique semble être tombée en désuétude ; aucun nouveau titre héréditaire n'a été créé depuis le règne de Salote Tupou III (1918-1965).
En juillet 2008, toutefois, le roi George Tupou V introduisit la pratique inédite de créer des titres de noblesse non-héréditaires, conférés à des roturiers, tongiens ou même étrangers, pour services rendus au pays. Trois titres furent décernés en juillet 2008, puis trois autres en décembre 2010, et deux supplémentaires en janvier 2011.

## Analyses
Dans De la démocratie en Amérique, Alexis de Tocqueville illustre la progression historique de l'égalité en soulignant que « le premier anoblissement a lieu en 1270, et l’égalité s’introduit enfin dans le gouvernement par l’aristocratie elle-même ».